# ミジンコウキクサ
ミジンコウキクサ (微塵子浮草、学名：Wolffia globosa) はウキクサ亜科ミジンコウキクサ属に属する水生植物の1種であり、水面に浮遊して生育する。からだは極めて微小 (0.3–0.8 mm) であり、根を欠く。ミジンコウキクサ属の中でも小型の種であり、世界最小の種子植物ともされる。日本を含むアジアに広く分布しており、タイなどでは食用とされることもある (khai-nam とよばれる)。

## 特徴
微小な浮遊植物であり、水面に生育する。植物体は楕円形の葉状体 (葉と茎の区別がない; frond) だけからなり、根を欠く (下図1)。葉状体の大きさは 0.3–0.8 x 0.2–0.5 mm ほどであり、厚さ 0.2–0.6 mm と厚く、重さは約 150 µg。上面はやや平坦、下面は肥大している。表面は緑色から黄緑色、光沢があり、裏面は透明感のある緑色。葉状体基部に1個の出芽嚢があり、そこから新たな葉状体を形成して出芽状に増殖する。そのため葉状体は単独、または1個の新個体をつけた状態 (大小2個がつながった状態) でいる (下図1)。出芽嚢の縁には細長い細胞からなる襟がある。冬になると小型の休眠芽 (越冬芽、殖芽; turion) を形成し、デンプンを蓄積して比重が大きくなって水底に沈んで越冬し、翌春に浮上して増殖を再開する。
日本での花期は7–10月だが、開花は極めてまれである。花は極めて小さく、大きさは 0.1–0.2 mm ほどしかない。葉状体上面中央の窪み (花孔とよばれる) の中に、花被を欠き1個の雄しべと1個の雌しべからなる花をつける (雄しべ1個からなる雄花と雌しべ1個からなる雌花とする記述もある)。雌性先熟であり、最初に雌しべの柱頭が花孔から出るが1日ほどで枯れ、その後雄しべが伸びて花孔から出る。結実は極めてまれだが、球状の種子を1個のみ形成する。染色体数は 2n = 16, 23, 30, 40, 46, 50, 60。また色素体DNAの塩基配列が報告されている (169 kbp; kbp = 1,000塩基対)。

## 分布・生態
東アジアから東南アジア、南アジアの熱帯から温帯域に分布し、アフリカや南北アメリカの一部に帰化している。ヨーロッパ南部原産とされることがあるが、Wolffia globosa はヨーロッパからは報告されておらず、以前ミジンコウキクサに誤って充てられていた Wolffia arrhiza (下記参照) がヨーロッパを含む世界各地から報告されている。日本における最初の報告は1938年であり、帰化植物とされることが多いが、自生種とされることもある。日本では本州 (関東・北陸以西)、四国、九州、沖縄から報告されている。
池、水路、水田、ハス田などの富栄養化した水域の水面に生育する。他の浮遊植物と混生することが多い (上図)。温暖な気候で日当たりの良い場所を好み、さまざまな水質に対する適応性も大きい。
花における送粉方法はよくわかっておらず、昆虫など小動物または風や雨による送粉、あるいは葉状体が移動して互いに接することによる送粉が想定されている。

## 人間との関わり
ミジンコウキクサは増殖が速く、タンパク質に富み、また休眠芽はデンプンを多量に蓄積するため、食用、バイオマス資源、環境浄化 (栄養塩の除去など) などを目的とした研究が行われている。タイやミャンマーでは、ミジンコウキクサは実際に食用として利用されている。また日本では、ミジンコウキクサはメダカなど観賞魚の餌として市販されている。

## 分類
日本産のミジンコウキクサは、当初は Wolffia microscopica として報告されたが、その後 Wolffia arrhiza の名が充てられ、これが長い間使われていた。しかし村田ら (1981) によって日本産のミジンコウキクサは Wolffia globosa であることが指摘され、その後はふつうこの学名が充てられている。